# Нафта пластова
Нафта пластова (рос. нефть пластовая; англ. base oil, crude oil, raw oil, нім. Schichtenerdöl n) — суміш вуглеводневих компонентів і розчинених у них невуглеводневих домішок, які містяться в покладі при пластовому тиску і пластовій температурі в рідкому стані.

## Характеристики
Стан Н.п. характеризується рядом коефіцієнтів. Основні з них такі:
- Коефіцієнт стисливості пластової нафти (англ. compression ratio of oil in place) — кількісна характеристика об'ємної пружності пластової нафти, що являє собою відношення відносної зміни об'єму пластової нафти за її ізотермічного стиснення (роз-ширення) до приросту тиску Δp: ΔV/VоΔp де V0 — початковий об'єм.
- Об'ємний коефіцієнт пластової нафти (нім. volumetric ratio of oil in place) — кількісна характеристика зміни об'єму пластової нафти, що являє собою відношення об'єму V_пл пластової нафти до об'єму V_роз розгазованої нафти за зміни термобаричних умов від пластових до стандартних; він не є постійною величиною і залежить від виду процесу розгазування (сепарації).
- Температурний коефіцієнт об'ємного розширення пластової нафти (англ. temperature coefficient of volumetric expansion of oil in place) — кількісна характеристика теплового розширення пластової нафти, що являє собою відношення відносної зміни об'єму нафти ΔV/V0 за її ізобаричного нагрівання (охолодження) до приросту температури ΔТ : βт = ΔV/(V0 ΔТ), де V0 — початковий об'єм.